# Basicò
Basicò település Olaszországban, Szicília régióban, Messina megyében. Lakosainak száma 596 fő (2023. január 1.). Basicò Tripi és Montalbano Elicona községekkel határos.

## Népesség
A település népességének változása:
| Lakosok száma | 604  | 592  | 596  |
|               | 2017 | 2018 | 2023 |